# Pseudohydrophilus pluto
Pseudohydrophilus pluto is een keversoort uit de familie Coptoclavidae. De wetenschappelijke naam van de soort is voor het eerst geldig gepubliceerd in 1869 door Weyenbergh.